# مطیع‌الرحمان مونا
مطیع‌الرحمان مونا (انگلیسی: Motiur Rahman Munna؛ زادهٔ ۱ سپتامبر ۱۹۷۹) بازیکن فوتبال اهل بنگلادش بود.
وی همچنین در تیم‌های ملی فوتبال زیر ۲۳ سال بنگلادش و بنگلادش بازی کرده است.
وی در مسابقات کشوری و بین‌المللی در مجموع برندهٔ ۱ مدال طلا شده است.